# Poura (departamento)
Poura é um departamento ou comuna da província de Balé no Burkina Faso. A sua capital é a cidade de Poura.
Em 1 de julho de 2018 tinha uma população estimada em 16615 habitantes.